# 巴克菲爾德 (緬因州)
巴克菲爾德（英語：Buckfield）是一個位於美國緬因州牛津縣的鎮。

## 人口
根據2020年美國人口普查的數據，巴克菲爾德的面積為97.82平方千米，當中陸地面積為97.20平方千米，而水域面積為0.62平方千米。當地共有人口1983人，而人口密度為每平方千米20人。